# Portugees curlingteam (gemengd)
Het Portugese curlingteam vertegenwoordigt Portugal in internationale curlingwedstrijden.

## Geschiedenis
De openingseditie van een internationaal toernooi voor gemengde landenteams was het Europees kampioenschap in het Andorrese Canillo. Portugal heef nooit aan Europese kampioenschappen in deze discipline deelgenomen. 
Na de tiende editie van het EK werd beslist het toernooi te laten uitdoven en te vervangen door een nieuw gecreëerd wereldkampioenschap voor gemengde landenteams. De eerste editie vond in 2015 plaats in het Zwitserse Bern. Portugal deed niet mee. De eerste en enige keer tot nu toe was het WK van 2022. Het team werd vijfentwintigste.

## Portugal op het wereldkampioenschap
| Jaar | Plaats        | Skip          | WG            | W             | V             | PV            | PT            |
| ---- | ------------- | ------------- | ------------- | ------------- | ------------- | ------------- | ------------- |
| 2015 | Geen deelname | Geen deelname | Geen deelname | Geen deelname | Geen deelname | Geen deelname | Geen deelname |
| 2016 | Geen deelname | Geen deelname | Geen deelname | Geen deelname | Geen deelname | Geen deelname | Geen deelname |
| 2017 | Geen deelname | Geen deelname | Geen deelname | Geen deelname | Geen deelname | Geen deelname | Geen deelname |
| 2018 | Geen deelname | Geen deelname | Geen deelname | Geen deelname | Geen deelname | Geen deelname | Geen deelname |
| 2019 | Geen deelname | Geen deelname | Geen deelname | Geen deelname | Geen deelname | Geen deelname | Geen deelname |
| 2022 | 25            | Bridget Ribau | 8             | 2             | 6             | 43            | 52            |
| 2023 | Geen deelname | Geen deelname | Geen deelname | Geen deelname | Geen deelname | Geen deelname | Geen deelname |
| 2024 | Geen deelname | Geen deelname | Geen deelname | Geen deelname | Geen deelname | Geen deelname | Geen deelname |

## Portugal op het Europees kampioenschap
| Jaar | Plaats        | Skip          | WG            | W             | V             | PV            | PT            |
| ---- | ------------- | ------------- | ------------- | ------------- | ------------- | ------------- | ------------- |
| 2005 | Geen deelname | Geen deelname | Geen deelname | Geen deelname | Geen deelname | Geen deelname | Geen deelname |
| 2006 | Geen deelname | Geen deelname | Geen deelname | Geen deelname | Geen deelname | Geen deelname | Geen deelname |
| 2007 | Geen deelname | Geen deelname | Geen deelname | Geen deelname | Geen deelname | Geen deelname | Geen deelname |
| 2008 | Geen deelname | Geen deelname | Geen deelname | Geen deelname | Geen deelname | Geen deelname | Geen deelname |
| 2009 | Geen deelname | Geen deelname | Geen deelname | Geen deelname | Geen deelname | Geen deelname | Geen deelname |
| 2010 | Geen deelname | Geen deelname | Geen deelname | Geen deelname | Geen deelname | Geen deelname | Geen deelname |
| 2011 | Geen deelname | Geen deelname | Geen deelname | Geen deelname | Geen deelname | Geen deelname | Geen deelname |
| 2012 | Geen deelname | Geen deelname | Geen deelname | Geen deelname | Geen deelname | Geen deelname | Geen deelname |
| 2013 | Geen deelname | Geen deelname | Geen deelname | Geen deelname | Geen deelname | Geen deelname | Geen deelname |
| 2014 | Geen deelname | Geen deelname | Geen deelname | Geen deelname | Geen deelname | Geen deelname | Geen deelname |